# Bulbul de cames roses
El bulbul de cames roses (Phyllastrephus cerviniventris) és una espècie d'ocell de la família dels picnonòtids (Pycnonotidae). Es troba a Angola, República Democràtica del Congo, Kenya, Malawi, Moçambic, Tanzània i Zàmbia. Els seus hàbitats principals són els boscos tropicals i subtropicals de frondoses humits de les terres baixes els boscos de pantans i els matollars humits tropicals i subtropicals. El seu estat de conservació es considera de risc mínim.